# Marion Wallace Dunlop

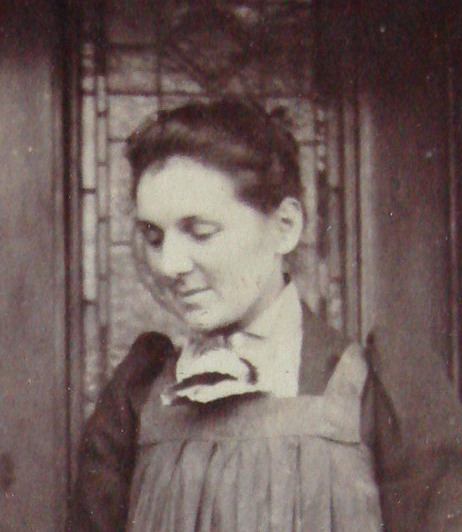
Marion Wallace Dunlop

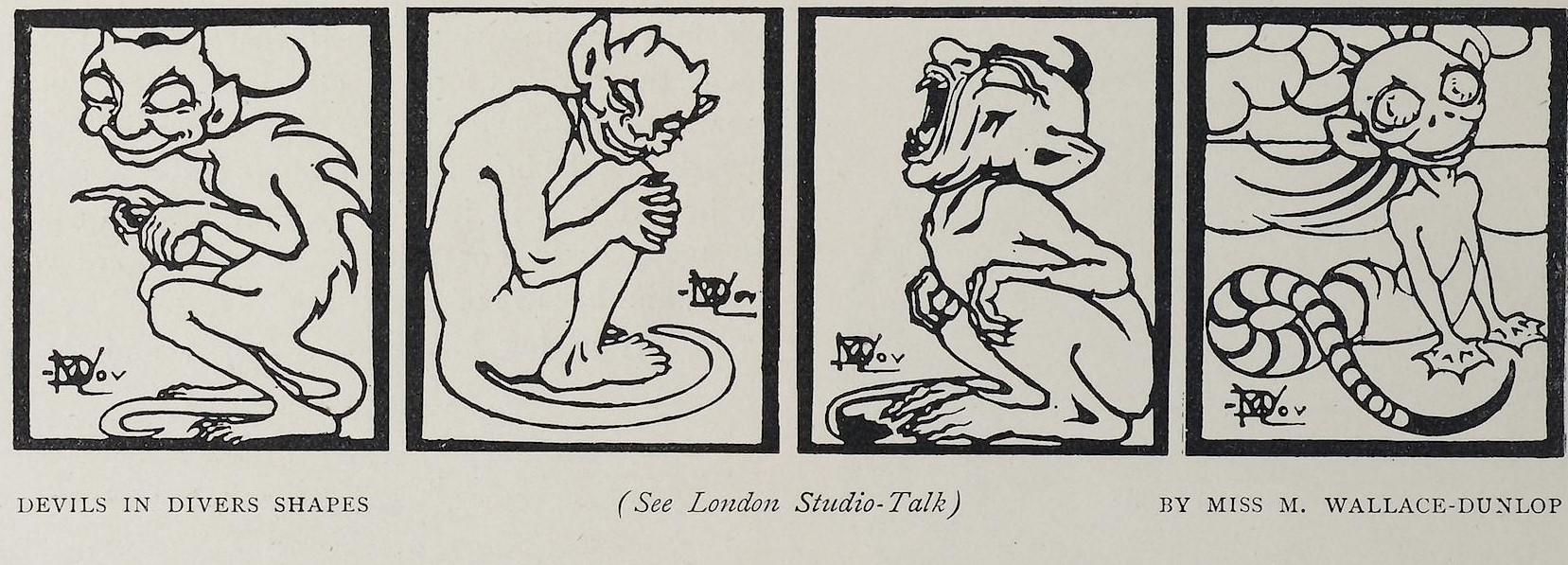
Holzschnitte von Wallace Dunlop

Marion Wallace Dunlop (* 22. Dezember 1864 in Leys Castle, Inverness; † 12. September 1942 in Guildford, Surrey) war eine schottisch-britische Künstlerin, Autorin und Illustratorin von Kinderbüchern und Suffragette. Sie war die erste und eine der bekanntesten britischen Suffragetten, die am 5. Juli 1909 in einen Hungerstreik trat, nachdem sie im Juli 1909 wegen Militanz verhaftet worden war. Sie war ein prominentes Mitglied der Women’s Social and Political Union und entwarf einige der wirksamsten Protestmärsche der britischen Suffragetten-Kampagne und gestaltete auch Banner für diese.

## Leben
Wallace Dunlop wurde als Tochter von Robert Henry Wallace Dunlop und seiner zweiten Ehefrau Lucy Wallace Dunlop, geborene Dowson (1836–1914), geboren. Der Vater war beim Indian Civil Service und ging im Jahr ihrer Geburt in den Ruhestand. Sie hatte zwei Schwestern, Madeline and Rosalind.
Obwohl allgemein angenommen wird, dass sie an der Slade School of Fine Art in London studiert hat, gibt es darüber keine offiziellen Unterlagen. Ihre Gemälde wurden in den Jahren 1903, 1905 und 1906 in der Royal Academy of Arts ausgestellt, 1903 auch im Royal Glasgow Institute of the Fine Arts. Ihre Gemälde wurden auch in Paris ausgestellt. Im Jahr 1899 schrieb und illustrierte sie Fairies, Elves, and Flower Babies und The Magic Fruit Garden im Jugendstil.
Wallace Dunlop war Vegetarierin und trat 1911 der Theosophischen Gesellschaft bei. 1913 trat sie dort wieder aus.
Wallace Dunlop wurde ein aktives Mitglied der Women’s Social and Political Union (WSPU) und wurde 1908 zum ersten Mal wegen Behinderung des Unterhauses verhaftet, zusammen mit anderen wie Ada Flatman und erneut 1908, weil sie eine Gruppe von Frauen bei einem Protestmarsch anführte. Im Juni 1909 wurde sie ein drittes Mal verhaftet, weil sie mit Schablonen eine Passage aus der Bill of Rights an eine Wand des Unterhauses gemalt hatte, die lautete: That it is the right of the subjects to petition the king, and all commitments and prosecutions for such petitioning are illegal. Als sie am 2. Juli 1909 wegen dieses Vergehens verhaftet wurde, begann sie ihren ersten Hungerstreik.
Wallace Dunlops Art des Protests beeinflusste die Suffragetten nach ihr und andere Persönlichkeiten wie Mahatma Gandhi und James Connolly, die ebenfalls mit Hungerstreiks gegen die britische Herrschaft protestierten.
Es gibt keinerlei Hinweise, dass jemand Wallace Dunlop zu einem Hungerstreik geraten oder ihn empfohlen hätte, und alles deutet darauf hin, dass es ihre eigene Idee war. Sie sagte, sie würde keine Nahrung zu sich nehmen, solange sie nicht wie eine politische Gefangene, sondern wie eine gewöhnliche Kriminelle behandelt würde. Christabel Pankhurst berichtete später: „Miss Wallace Dunlop, die mit niemandem Rücksprache hielt und völlig aus eigenem Antrieb handelte, schickte, sobald sie das Holloway Prison betrat, einen Antrag auf Unterbringung in der ersten Abteilung, wie es sich für eine Person gehört, die einer politischen Straftat angeklagt ist, an den Innenminister, Mr. Gladstone. Sie kündigte an, dass sie keine Nahrung zu sich nehmen würde, bis dieses Recht gewährt würde.“ Emmeline Pethick-Lawrence stellte fest, dass „Wallace Dunlop einen neuen Weg gefunden hätte, um auf dem angemessenen Status politischer Gefangener zu bestehen, und dass sie im Angesicht von Schwierigkeiten den Einfallsreichtum und die Energie besaß, die eine echte Suffragette auszeichne“. Joseph Lennon argumentierte 2009 in der Times, dass sich dieser kreative Akt des Protestes schon in ihrer Kunst findet: „Wallace-Dunlops Kunst und Schriften sowie ihre Drucke, Skizzen, Briefe und Fotos liefern eine vollständige[re] Genealogie des Hungerstreiks und zeigen eine Frau, die die ästhetischen und geschlechtsspezifischen Grenzen ihrer Zeit herausfordert.“
Wallace Dunlop fastete 91 Stunden lang, bevor sie am 8. Juli 1909 aus gesundheitlichen Gründen entlassen wurde. Nachdem er zur üblichen Praxis der Suffragetten geworden war, führte die britische Regierung im September 1909 die Zwangsernährung in den Gefängnissen ein. Zusammen mit anderen inhaftierten Suffragetten, die in den Hungerstreik getreten waren, wurde Wallace Dunlop von der WSPU mit einer Hungerstreikmedaille ausgezeichnet.
Als Emmeline Pankhurst 1928 starb, war Wallace Dunlop eine der Sargträgerin. Danach übernahm sie die Aufgabe, sich um Mary, die Adoptivtochter von Pankhurst, zu kümmern. Wallace Dunlop starb am 12. September 1942 im Mount Alvernia Nursing Home in Guildford.

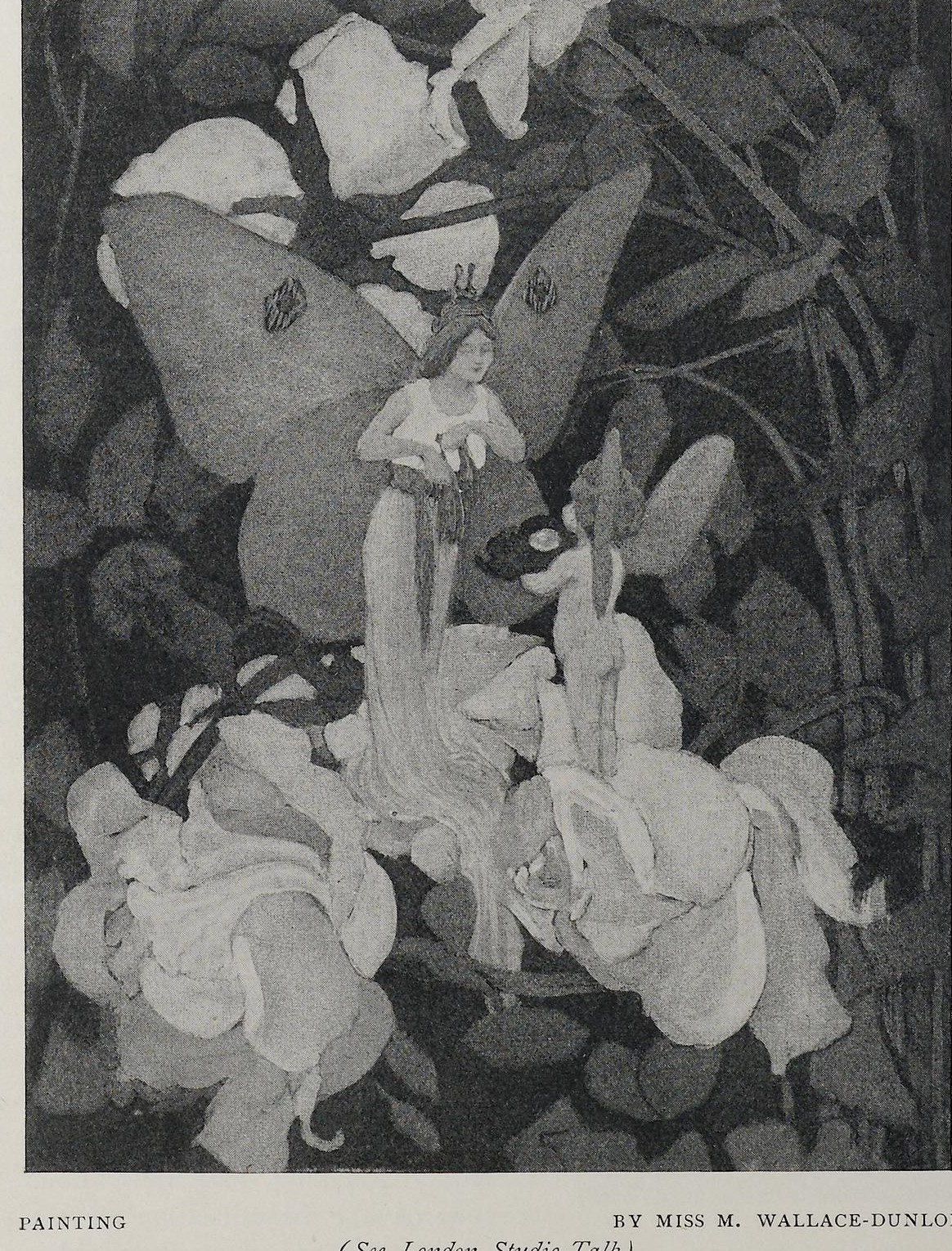
Abbildung eines Gemäldes von Wallace Dunlop in: Studio: international art, 1906
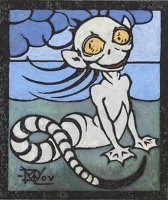
Google eyed Demon, Holzschnitt von Wallace Dunlop ca. 1906
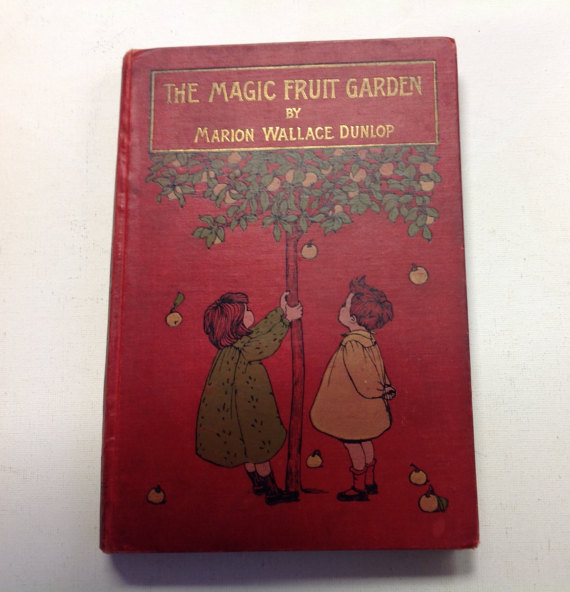
The Magic Fruit Garden, Wallace Dunlop
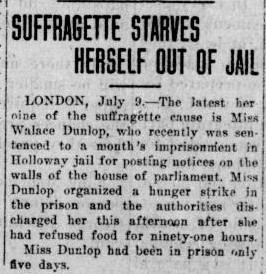
Artikel über Wallace Dunlop's Hungerstreik im Arizona Silver Belt, 10. Juli 1909
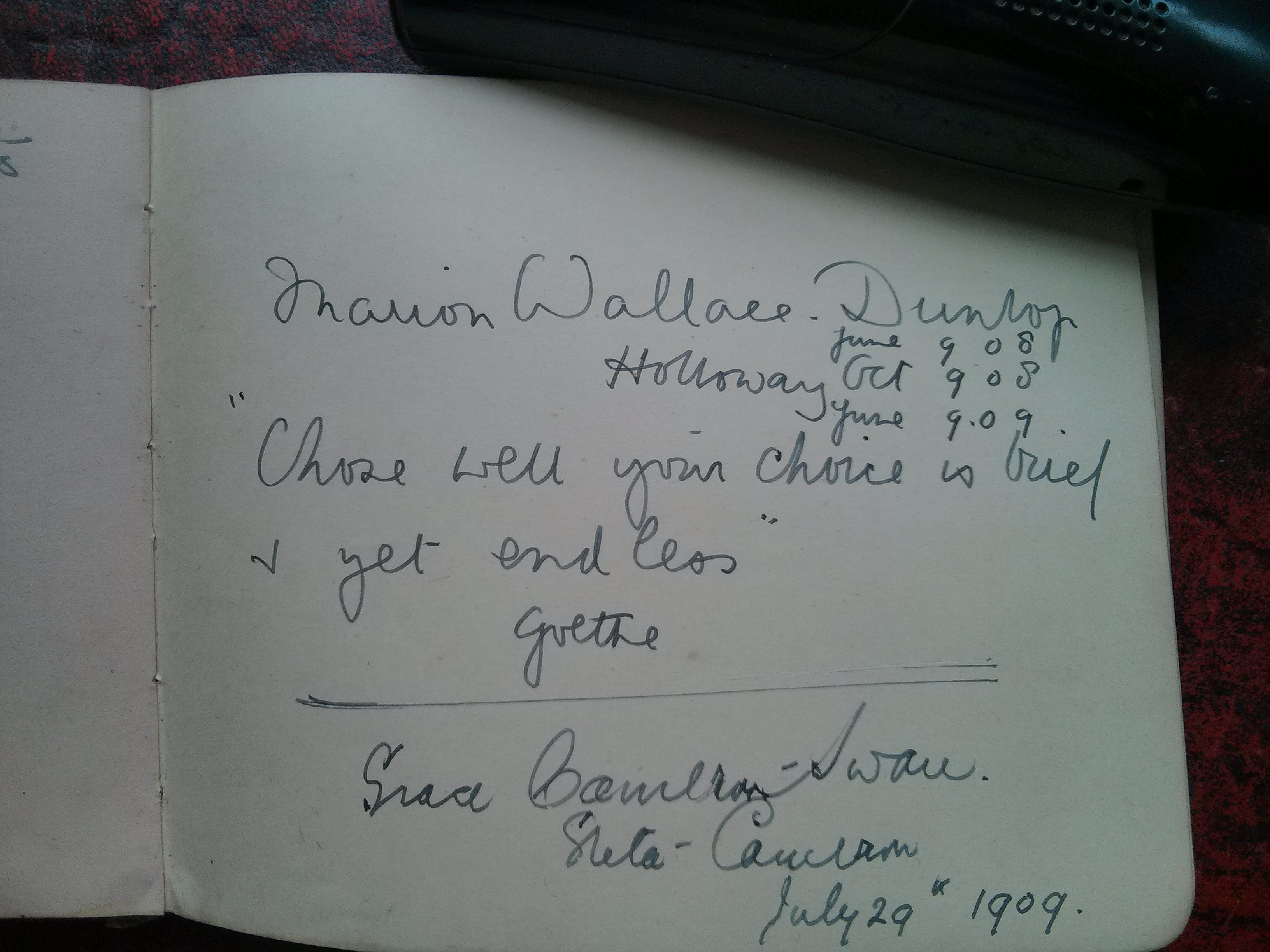
Marion Wallace Dunlop Unterschrift in Mabel Cappers WSPU Prisoners Scrapbook, 1909
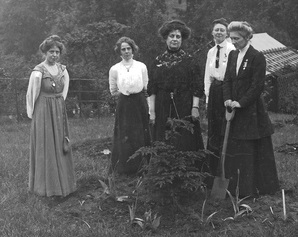
Annie Kenney, Kitty Kenney, Florence Haig, Mary Blathwayt und Marion Wallace-Dunlop im Garten des Eagle House, 1911